# Pivovar Dolní Bělá
Pivovar Dolní Bělá stával v obci Dolní Bělá pod skálou, na které stával hrad Bělá.

## Historie
První písemná zmínka pochází z roku 1659, kdy bylo panství v majetku Hroznatovců. V provozu byl do roku 1815, na začátku 20. století jej zbourali.

## Okolí
Pivovar se nacházel za současnými domy čp. 8 a čp. 49. V blízkosti stával také mlýn a Zámecký rybník. O něco níže, v místech dnešního domu čp. 4, stávala pivovarská krčma. Do skály byl vytesán sklep pivovaru o délce přibližně 15 metrů, jenž ještě v polovině 20. století fungoval jako sklad. Dnes je bohužel zasypán.